# Russische Badmintonmannschaftsmeisterschaft
Russische Badmintonmannschaftsmeisterschaften werden seit 1992 ausgetragen. Im selben Jahr starteten auch die nationalen und internationalen Titelkämpfe.

## Titelträger
| Jahr      | Sieger                        |
| --------- | ----------------------------- |
| 1992      | Sokol Odintsovo               |
| 1993      | Urals’ Stars                  |
| 1994      | Avantgarde Technochim         |
| 1995      | Pigment Technochim Moskau     |
| 1996      | Pigment Technochim Moskau     |
| 1997      | Pigment Technochim Moskau     |
| 1998      | Pigment Technochim Moskau     |
| 1999      | RosMaster ESHSM Perovo Moskau |
| 2000      | RosMaster ESHSM Perovo Moskau |
| 2001      | Lokomotiv-Rekord Moskau       |
| 2002      | Lokomotiv-Rekord Moskau       |
| 2003      | Lokomotiv-Rekord Moskau       |
| 2004      | Lokomotiv-Rekord Moskau       |
| 2005      | Sdjuschor Nischni Nowgorod    |
| 2006      | Lokomotiv-Rekord Moskau       |
| 2007      | Primorje Wladiwostok          |
| 2008      | Primorje Wladiwostok          |
| 2009      | Favorit Ramenskoje            |
| 2010      | ROS.T Nischni Nowgorod        |
| 2011      | ROS.T Nischni Nowgorod        |
| 2012      | Primorje Wladiwostok          |
| 2013      | Primorje Wladiwostok          |
| 2014      | Primorje Wladiwostok          |
| 2015      | Primorje Wladiwostok          |
| 2016      | Primorje Wladiwostok          |
| 2017      | Primorje Wladiwostok          |
| 2018      | Primorje Wladiwostok          |
| 2019      | Primorje Wladiwostok          |
| 2020      | Primorje Wladiwostok          |
| 2021      | nicht ausgetragen             |
| 2022      | Primorje Wladiwostok          |
| 2023 2024 | nicht ausgetragen             |